# 崔容奎
崔容奎（チェ・ヨンギュ、ハングル:최용규、1985年8月31日 - ）は大韓民国出身の元プロ野球選手（内野手）。

## 経歴

### アマチュア時代
大学4年生だった2007年4月に、全国大学野球春季リーグで決勝戦で東国大学校に敗れるも自身は5割超の打率を残した。
11月台湾で開かれたIBAFワールドカップにサードとして出場。しかし、チームは予選で敗退し、本人も2割4分にとどまる。

### 起亜時代
円光大学校を卒業し、2008年ドラフトで2次指名を受けKIAタイガースに入団した。
2008年は1軍20試合に出場して32打数3安打（打率9分4厘）を記録した。
2010年のシーズン後には尚武野球団合格に失敗し、肩の手術を受けた。
2012年に現役で入隊したが服務中にチームから放出された。
2014年に再入団して2軍に合流して2軍25試合に出場し、シーズン後の仕上げのトレーニングに参加した。再入団した後は姜韓蔚とのコンビで活躍。
2016年にはFAで加入した徐東旭が主戦二塁手として活躍するようになりポジションを失った。
後半には安致弘の復帰も重なり一度も1軍に登録されないまま、シーズンが終わった後には保留選手名簿から除外され、戦力外になり現役を引退した。

## 詳細情報

### 年度別打撃成績
| 年 度    | 球 団    | 試 合 | 打 席 | 打 数 | 得 点 | 安 打 | 二 塁 打 | 三 塁 打 | 本 塁 打 | 塁 打 | 打 点 | 盗 塁 | 盗 塁 死 | 犠 打 | 犠 飛 | 四 球 | 敬 遠 | 死 球 | 三 振 | 併 殺 打 | 打 率 | 出 塁 率 | 長 打 率 | O P S |
| -------- | -------- | ----- | ----- | ----- | ----- | ----- | -------- | -------- | -------- | ----- | ----- | ----- | -------- | ----- | ----- | ----- | ----- | ----- | ----- | -------- | ----- | -------- | -------- | ----- |
| 2008     | KIA      | 20    | 37    | 32    | 2     | 3     | 0        | 0        | 0        | 3     | 0     | 1     | 2        | 2     | 0     | 3     | 0     | 0     | 13    | 0        | .094  | .171     | .094     | .265  |
| 2009     | KIA      | 51    | 57    | 54    | 10    | 14    | 0        | 0        | 1        | 17    | 5     | 7     | 5        | 0     | 0     | 3     | 0     | 0     | 16    | 0        | .259  | .298     | .315     | .613  |
| 2010     | KIA      | 22    | 29    | 25    | 4     | 4     | 1        | 0        | 0        | 5     | 1     | 0     | 0        | 1     | 1     | 1     | 0     | 1     | 8     | 1        | .160  | .214     | .200     | .414  |
| 2015     | KIA      | 69    | 200   | 182   | 23    | 41    | 4        | 3        | 2        | 57    | 18    | 10    | 6        | 1     | 2     | 14    | 1     | 1     | 43    | 2        | .225  | .281     | .313     | .594  |
| KBO：4年 | KBO：4年 | 162   | 323   | 293   | 39    | 62    | 5        | 3        | 3        | 82    | 24    | 18    | 13       | 4     | 3     | 21    | 1     | 2     | 80    | 3        | .212  | .266     | .280     | .546  |

### 背番号
- 66 （2008年 - 2010年）
- 64 （2014年）
- 52 （2016年 - 2016年）